# Korabl-Sputnik 1
Korabl-Sputnik 1 – prototyp statku Wostok, część programu Wostok. Pierwszy z serii statków przygotowujących Związek Radziecki do wysłania człowieka w kosmos. Służył badaniom wpływu lotu kosmicznego na organizm człowieka, sprawdzeniu głosowej łączności radiowej, systemów podtrzymywania życia, zmierzeniu czynników mogących wpłynąć na zachowanie człowieka w kosmosie.
Statek nie był przygotowany do bezpiecznego powrotu na Ziemię. Nie posiadał osłony termicznej. Na pokładzie znajdował się manekin kosmonauty.

## Opis misji
Dnia 15 maja 1960 roku, w drugą rocznicę wysłania Sputnika 3, z kosmodromu Bajkonur wystrzelono największego z wprowadzonych dotychczas na orbitę sztucznych satelitów. Statek wszedł na orbitę o początkowych parametrach: 312/369 km. Okres obiegu dookoła Ziemi początkowo wynosił 91 minut przy nachyleniu orbity do płaszczyzny równika 65°. Całkowita masa statku oddzielona od ostatniego członu rakiety nośnej wynosiła 4540 kg, w tym masa aparatury pomiarowej wraz ze źródłami zasilania wynosiła 1477 kg. W statku znajdowała się kabina ciśnieniowa, o masie 2,5 tony, z ładunkiem pozorującym człowieka oraz odpowiednim wyposażeniem koniecznym do odbycia lotu przez człowieka. Po czterech dniach lotu, 19 maja 1960 roku o godz. 15:52 czasu moskiewskiego, została wydana komenda radiowa rozpoczynająca procedurę powrotu kabiny załogowej. Statek miał zmienić położenie i oddzielić resztę statku od kapsuły, a ta o własnych silnikach miała skierować się do atmosfery, gdzie oba obiekty miały zakończyć swoje istnienie. Jednak wskutek błędnej reorientacji statku, silniki umieściły statek na nowej orbicie eliptycznej (307/690 km), leżącej w płaszczyźnie pokrywającej się nieomal z pierwotną płaszczyzną orbity. Satelita i ostatni człon rakiety nośnej były widoczne nieuzbrojonym okiem, jako bardzo jasne obiekty (przy sprzyjających warunkach – pierwszej wielkości gwiazdowej) i były niejednokrotnie  obserwowane w Polsce. Na pokładzie satelity znajdował się radionadajnik „Sygnał”, pracujący ma częstotliwości 19,995 MHz oraz specjalne urządzenia radiowe do przekazywania danych o pracy zainstalowanej aparatury i dokładnych pomiarów parametrów orbity. Urządzenia na pokładzie były zasilane w energię elektryczną za pomocą baterii chemicznych i paneli słonecznych. Statek powrócił do atmosfery samodzielnie – przez przyciąganie grawitacyjne Ziemi – pięć lat później, 15 października 1965 roku, o godz. 21:21 GMT. Rozpadł się na sześć części, które zostały odnotowane w katalogach COSPAR. Odłamki tej części statku zostały znalezione na środku jednej z głównych ulic miasta Manitowoc, w stanie Wisconsin, w USA.
Sputnik był jedną z ostatnich prób przed lotem człowieka,
Część serwisowa, niemająca odbyć kontrolowanego powrotu, powróciła do atmosfery i spłonęła tam 5 września 1962 roku, o godz. 9:50 GMT.
Inna nazwa misji, Sputnik 4, została nadana przez prasę i nie jest prawidłowa.